# Melktert
Il melktert (mɛlktɛt), che in afrikaans significa "torta al latte", è un dessert originario del Sudafrica costituito da una sfoglia dolce con un ripieno di crema a base di latte, farina, zucchero e uova. La proporzione tra la dose del latte e quella delle uova è maggiore rispetto a quella del dolce tipico portoghese pastel de nata o della dan ta, la tradizionale pasta all'uovo cinese. Entrambe le varianti sono state ispirate dalla variante portoghese, differendo tuttavia per la consistenza più leggera e per un più intenso sentore di latte. Alcune ricette indicano di lasciar cuocere la crema pasticcera all'interno della sfoglia, mentre altre suggeriscono di preparare il ripieno in anticipo e inserirlo all'interno del dolce prima di servirlo. Spesso, la superficie del dolce viene cosparsa di cannella. Inoltre, previamente alla preparazione, è possibile aromatizzare il latte da utilizzare per la crema pasticciera con una stecca di cannella.
Il melktert è descritto come un dessert caratterizzato da tratti distintivi olandesi.